# Михайлишин Ігор Ярославович
Михайлишин Ігор Ярославович (псевдо: «Піаніст», нар. 9 листопада 1990, смт Кути, нині Україна) — український доброволець (сержант), піаніст, юрист.

## Життєпис
Ігор Михайлишин народився 9 листопада 1990 року у смт Кути Косівського району Івано-Франківської области, нині Україна.
Закінчив Чернівецький національний університет імені Юрія Федьковича (2013, юрист). Навчається у Київській муніципальній академії музики імені Рейнгольда Глієра.
Учасник Майдану (грав на піаніно у грудні 2013) й АТО, боєць батальйонів «Донбас» Національної гвардії України (2014—2015) та «Донбас-Україна» Збройних сил України (2015—2016), інструктор зі стрілецької та гранатометної справи. Брав участь у визволенні Попасної, Лисичанська, Іловайська, частини Мар’їнки. Після Іловайського котла 120 днів провів у полоні.
Автор книг «Танець смерті. Щоденник добровольця батальйону «Донбас» (2019) та «Фуга 119» (2020)